# Gnarabup
Gnarabup is een toeristische kustplaats in de regio South West in West-Australië. 
Het maakt deel uit van het lokale bestuursgebied (LGA) Shire of Augusta-Margaret River, waarvan Margaret River de hoofdplaats is.
Gnarabup vormt een geheel met het buurdorp Prevelly. Het ligt 280 kilometer ten zuidzuidwesten van de West-Australische hoofdstad Perth, 50 kilometer ten noorden van Augusta en 10 kilometer ten zuidwesten van Margaret River. De kustplaats heeft een trailerhelling.
In 2021 telde Gnarabup 525 inwoners.